# Попилий Лигуриенсис
Попилий Лигуриенсис (на латински: Popillius Liguriensis) е римски политик от късната Римска република. Произлиза от фамилята Попилии и е в групата на заговорницте против римския диктатор Гай Юлий Цезар.
На Идите през март 44 пр.н.е. той участва в убийството на Цезар.